# Alexia Khadime
Alexia Khadime es una actriz, actriz de doblaje, y mezzo-soprano británica. Nació en Londres de madre inglesa y padre nigeriano.

## Carrera
Khadime realizó obras donde desempeñó en varios papeles icónicos, incluyendo Elphaba en Wicked, Eponine en Los Miserables, Nabulungi en El Libro de Mormón, y Nala en El Rey León.
Aparecería por primera vez en una película en la versión para cine de Les Miserables
Es también conocida por ser la voz de Sardonyx en la serie animada Steven Universe.

## Actuaciones
| Título                           | Año(s)                                              | Papel           | Teatro                       |
| -------------------------------- | --------------------------------------------------- | --------------- | ---------------------------- |
| La Cenicienta                    | 1999-2000                                           | Reparto         | Hackney Empire               |
| Leader of the Pack               | 2000-2001                                           | Ronnie Sepctor  | UK National Tour             |
| El rey león                      | 2001                                                | Nala            | Lyceum Theatre               |
| Whistle Down the Wind            | 2003                                                | Candy           | UK National Tour             |
| El rey león                      | 2004-2008                                           | Nala            | Lyceum Theatre               |
| Wicked                           | Junio–noviembre de 2008; Mayo de 2009-marzo de 2010 | Elphaba         | Apollo Victoria Theatre      |
| Welcome to Thebes                | Junio–septiembre de 2010                            | Harmonia        | National Theatre             |
| Ordinary Days                    | February–marzo de 2011                              | Deb             | Trafalgar Studios            |
| Los miserables                   | Junio de 2011-junio de 2012                         | Éponine         | Queen's Theatre              |
| The Book of Mormon               | Febrero 2013–enero de 2016                          | Nabulungi       | Prince of Wales Theatre      |
| La bella durmiente               | Noviembre 2016 - enero de 2017                      | Princesa Tahlia | Hackney Empire               |
| One Love: The Bob Marley Musical | Marzo - abril de 2017                               | Rita Marley     | Birmingham Repertory Theatre |